# Nitya Krishinda Maheswari
Nitya Krishinda Maheswari Korwa (Blitar, 16 dicembre 1988) è una giocatrice di badminton indonesiana.

## Palmarès

### Mondiali
- 1 medaglia:
  - 1 bronzo (Giacarta 2015 nel doppio)

### Sudirman Cup
- 1 medaglia:
  - 1 bronzo (Dongguan 2015)

### Giochi asiatici
- 1 medaglia:
  - 1 oro (Incheon 2014 nel doppio)

### Giochi del Sud-est asiatico
- 4 medaglie:
  - 1 oro (Giacarta 2011 nel doppio)
  - 3 argenti (Vientiane 2009 a squadre; Giacarta 2011 a squadre; Naypyidaw 2013 nel doppio)

### Universiadi
- 1 medaglia:
  - 1 bronzo (Bangkok 2007 a squadre miste)